# Jean Bruyas
Pour les articles homonymes, voir Bruyas.
Jean Bruyas (Le Vésinet 16 août 1917-Suresnes 29 janvier 2001) est un juriste et philosophe français. 

## Formation
Dès 1935, il poursuit des études de lettres qui seront sanctionnées par l'obtention d'une licence ès lettres en 1941. Dans le même temps, inscrit à l'École libre des sciences politiques, il en sort diplômé en 1938. Il soutient en 1947, à la Faculté de droit de Paris une thèse de doctorat sur Le Régime légal de l'enseignement en Angleterre. À l'issue de sa soutenance, sa thèse obtient le 1er prix de la Faculté de Droit de Paris, et sera couronnée par l'Institut de France.

## Œuvre
« Si des données, des relations, des structures se constatent qui sont demeurées constamment vraies pendant des siècles, et mieux encore pendant des millénaires, elles sont un des éléments de ces réalités constantes qui sont des éléments de la Vérité, non pas seulement de la Vérité pour l'homme, mais de la Vérité en soi. C'est la certitude d'avoir reconnu à nouveau de vastes étendues de ce continent qu'est la Vérité qui nourrit depuis longtemps ma force. »
FRAGMENTS-Lumières d'éternité-
Son œuvre s'intéresse aux institutions sociales et politiques de l'Afrique noire et aux grands courants spirituels et philosophiques de l'histoire de l'humanité. L'attention qu'il porte aux civilisations anciennes l'incite à visiter à travers le monde, de nombreux lieux de culture chargés d'histoire. Dès sa jeunesse, il visite de manière approfondie les sites et monuments de France, d'Italie, de Grèce et de ses îles, de l'Asie Mineure, du Proche-Orient, d'Égypte. Il mettra également à profit ses diverses missions professionnelles en Afrique noire, à Madagascar, aux Mascareignes et en Extrême-Orient, pour assimiler la richesse et la diversité du monde. Dans une époque contemporaine où les cultures et les civilisations se rencontrent, parfois s'opposent, parce que les Hommes perdent si souvent la mémoire de leurs racines communes, et l'horizon des enjeux futurs qui les interpellent tous, son œuvre historique et philosophique révèle des convergences insoupçonnées, et au bout du compte, une espérance commune à toutes les composantes de l'humanité.

## Carrière
- 1944-1950: enseignant à la Faculté libre de droit d'Angers
- 1948-1951 : inscription au Barreau d'Angers
- 1950-1952 : enseignant à la Faculté de Caen
- 1953-1959 : enseignant à la Faculté de Droit de Dakar
- 1959-1965 : conseiller juridique de l'Union européenne à Bruxelles
- 1959-1972 : il assure, en deux missions des enseignements à Dakar sur les thèmes suivants :
  - Ethnologie institutionnelle de l'Afrique noire
  - Histoire des structures politiques et sociales de l'Afrique noire avant la colonisation
  - L'Assistance mondiale, régionale et bilatérale au développement

Il y traitera aussi les thèmes suivants :
- le Droit international du développement
- le Droit public comparé des pays d'Afrique
- 1965-1973 : directeur-adjoint de l'Association européenne de coopération au développement établie à Bruxelles
- 1973: Jean Bruyas est élu professeur honoraire à l'université Paris I Panthéon-Sorbonne. Il y mène des recherches au sein du Laboratoire d'anthropologie juridique du professeur Michel Alliot et assure en doctorat un enseignement d'ethno-sociologie intitulé Les grandes cultures traditionnelles dans les pays moins développés : Afrique noire ; Chine ; Inde ; Christianisme ; Islam.
- 1984 : Jean Bruyas soutient à la Sorbonne une thèse de doctorat ès lettres intitulée Calendrier historique et computation astronomique (811 pages). Une version simplifiée de cette thèse sera publiée sous le titre L'Éphémère et l'éternel - La souveraine régularité des rythmes dans l'Histoire universelle (L'Harmattan).

## Publications
- Les Institutions de l'Afrique noire moderne (à paraître aux Éditions L'Harmattan)
- L'Éphémère et L'Éternel - La souveraine régularité des rythmes dans l'Histoire universelle- L'Harmattan, janvier 2004, 274 p.
- FRAGMENTS - Lumières d'éternité- L'Harmattan, collection Graveurs de mémoire, 2002, 511 p.
- Les Sociétés traditionnelles de l'Afrique noire, préface d'Abdou Diouf, ancien président de la République du Sénégal, L'Harmattan, 2001, 256 p.

- Prix Robert-Delavignette 2001 de l’Académie des sciences d’outre-mer.
- L'Afrique traditionnelle témoin vivant d'un passé universel :
  - Le Culte des ancêtres
  - Le Culte des esprits de la nature

Éditions A. Pédone, 1971-1972 et 1973-1974.
- La Royauté dans l'Afrique noire, Éditions Pédone, 1966.
- La Convention de Yaoundé, Charte de l'association conclue entre la CEE et 18 États africains et malgache (20 juillet 1963), Annales de l'École supérieure de droit de Dakar, Éditions Pédone, Paris, 1965.
- Les Institutions économiques des Territoires d'outre-mer : production, échanges, crédit.
- Le Statut financier des agents publics dans les territoires d'outre-mer et plus spécialement en AOF
- Le Régime des Impôts en outre-mer français
- Le Régime des Impôts en Afrique et outre-mer français
- Chroniques de législation en AOF-AEF, Annales de la Faculté de Droit de Dakar
- L'Esprit des institutions politiques, Annales de la Faculté de Droit de Dakar.